# Stanisław Tabisz
Stanisław Tabisz, ps. „Pancer”, „Piotrowski” (ur. 22 września 1888 w Podzameczku, powiat buczacki, zm. 4 lub 5 lutego 1948 w Warszawie) – major artylerii Wojska Polskiego, doktor praw, adwokat, działacz ruchu ludowego, członek Związku Walki Zbrojnej, komendant główny Państwowego Korpusu Bezpieczeństwa.

## Życiorys
Był synem Szymona Tabisza i Katarzyny z domu Pławiak. Uczęszczał do gimnazjum w Buczaczu, w którym w 1908 zdał maturę. W ostatniej klasie stał na czele tajnej organizacji młodzieżowej skupionej wokół pisma „Teka”. Następnie podjął pracę w kancelarii adwokackiej we Lwowie. W latach 1909–1910 odbywał służbę wojskową w szkole oficerów rezerwy. Na stopień kadeta został mianowany ze starszeństwem z 1 stycznia 1912 w korpusie oficerów rezerwy artylerii fortecznej. Posiadał przydział w rezerwie do 2 pułku artylerii fortecznej w Krakowie. Rozpoczął studia na Wydziale Prawa Uniwersytetu Franciszkańskiego, które ukończył w 1917. Działał wówczas w stowarzyszeniu „Życie”. Po studiach dostał powołanie do armii austriackiej; dowodził fortem „Skała” w Krakowie, baterią w 2 pułku artylerii fortecznej i 4 pułku artylerii ciężkiej. Jednocześnie był członkiem tajnej organizacji żołnierzy, która wznieciła bunt marynarzy w Kotorze w 1918.
W listopadzie tego roku wstąpił do odrodzonego Wojska Polskiego. Brał udział w obronie Lwowa w czasie wojny polsko ukraińskiej 1918–1919, był dowódcą artylerii i dowódcą pociągu pancernego „Piłsudczyk”. W 1919 przeniesiono go do Sądu Wojskowego Okręgu Generalnego Lwów, skąd na własną prośbę powrócił do służby liniowej w artylerii, zostając dowódcą baterii zapasowej 8 pułku artylerii polowej. Brał udział w wojnie polsko-bolszewickiej. 15 lipca 1920 został zatwierdzony z dniem 1 kwietnia 1920 w stopniu majora, w artylerii, w grupie oficerów byłej armii austro-węgierskiej. W 1921 objął funkcję dowódcy baterii artylerii w Głównym Centrum Wyszkolenia w Rembertowie. W październiku tego roku został zwolniony do rezerwy. 8 stycznia 1924 został zatwierdzony w stopniu majora ze starszeństwem z dniem 1 czerwca 1919 i 47. lokatą w korpusie oficerów rezerwowych artylerii. Posiadał przydział w rezerwie do 28 pułku artylerii polowej w Dęblinie-Zajezierzu.
We Lwowie otworzył własną kancelarię adwokacką. Jednocześnie prowadził działalność polityczną w ruchu ludowym; był więziony go za organizowanie strajków chłopskich. W 1938 został członkiem Rady Naczelnej Stronnictwa Ludowego. Posiadał majątek ziemski w Hucie Szczerzeckiej w powiecie lwowskim. Po klęsce w wojnie obronnej w 1939 zaangażował się w działalność konspiracyjną w szeregach ZWZ i Stronnictwie Ludowym „Roch”. W 1940 przeniósł się do Warszawy, gdzie w 1941 objął funkcję inspektora głównego Służby Ochrony Powstania, ale po kilku miesiącach został zmuszony do rezygnacji z niego. Od grudnia 1943 był komendantem głównym Państwowego Korpusu Bezpieczeństwa. W 1945 zamieszkał w Gdańsku, gdzie otworzył kancelarię adwokacką. Jednocześnie wstąpił do Polskiego Stronnictwa Ludowego, zostając w grudniu 1945 prezesem Zarządu Wojewódzkiego w Gdańsku. W styczniu 1946 wszedł w skład Rady Naczelnej PSL, a w lutym 1947 – Naczelnego Komitetu Wykonawczego PSL. 14 listopada 1947 został aresztowany przez UB pod zarzutem pomocy w ucieczce na Zachód Stefanowi Korbońskiemu. Zamordowany w więzieniu mokotowskim 4 lub 5 lutego 1948. Pochowany na cmentarzu Powązkowskim (kwatera 131-5-9). Grób symboliczny znajduje się na Cmentarzu Wojskowym na Powązkach w Warszawie w Kwaterze „Na Łączce”.

## Ordery i odznaczenia
- Krzyż Niepodległości – 9 listopada 1933 „za pracę w dziele odzyskania niepodległości”[7]